# Verney Lovett Cameron

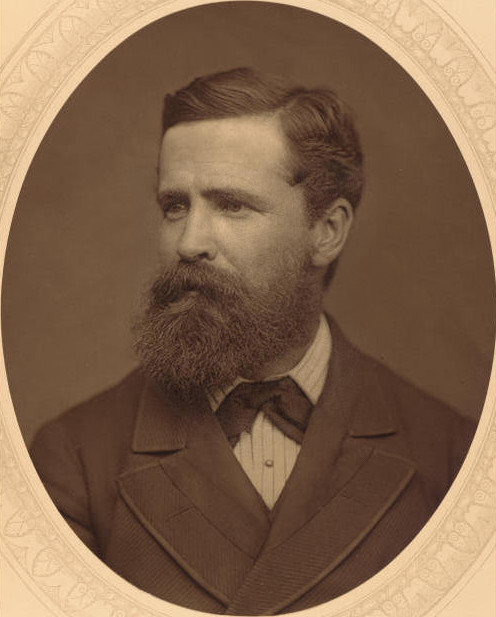
Portretfoto uit 1878

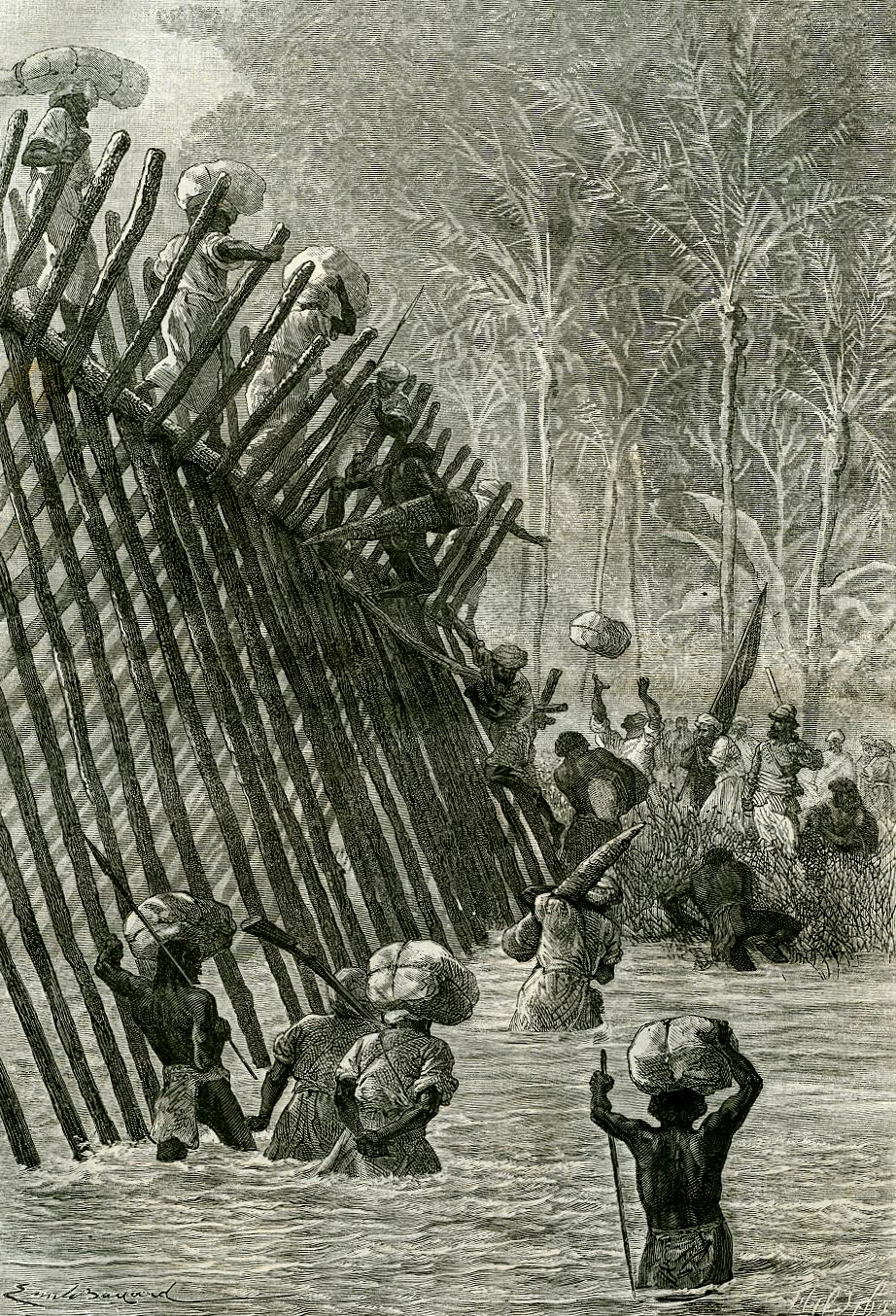
Camerons oversteek van de Lowoi (prent uit 1878)

Verney Lovett Cameron (Radipole, 1 juli 1844 – Soulsbury, 24 maart 1894) was een Brits ontdekkingsreiziger, die als eerste Europeaan in 1873-1875 equatoriaal Afrika van kust tot kust doorkruiste. Hij publiceerde verschillende boeken over zijn reizen en avonturen en ook jongensboeken.

## Leven
Cameron ging in 1857 bij de Royal Navy en nam in 1868 deel aan de Abessijnse campagne en de strijd tegen de Oost-Afrikaanse slavernij. De Royal Geographical Society vertrouwde hem in 1873 de opdracht toe om David Livingstone te gaan bijstaan. Nauwelijks op weg, ontmoette Cameron de karavaan die het stoffelijk overschot van Livingstone droeg.
Hij besloot zijn expeditie voort te zetten en vond de bezittingen van Livingstone in Ujiji bij het Tanganyikameer. Vervolgens verkende hij de regio, ontdekte Nyangwe, volgde de loop van de rivier de Congo en bereikte op 28 november 1875, uitgeput en lijdend aan scheurbuik, het Portugese Catumbela aan de Atlantische Oceaan. Zo was hij Afrika van oost naar west overgestoken. Henry Morton Stanley was in 1874 vertrokken voor een gelijkaardige tocht en zou op 9 augustus 1877 de tweede Europeaan worden die de oversteek volbracht.
Cameron had op zijn weg "verdragen" gesloten met Centraal-Afrikaanse stamhoofden, waarin deze de soevereiniteit over hun gebied overdroegen aan het Groot-Brittannië van Queen Victoria. In ruil voor zekere betalingen hadden ze een "X" gezet onder een Engelse tekst. De Britten hadden grote twijfel over de rechtsgeldigheid van deze verdragen en maakten de eruit voortvloeiende aanspraken mee daarom niet hard.
Koning Leopold II van België, die Camerons avonturen in The Times had gevolgd en financiële assistentie had aangeboden toen hij leek vast te lopen, ontving de ontdekkingsreiziger op 30 mei 1876 in het Claridge Hotel in Londen. Enkele maanden later maakte hij deel uit van de Britse delegatie op de Geografische conferentie van Brussel. Via Henry Rawlinson kreeg de koning toegang tot dagboekaantekeningen, brieven en landkaarten van de tocht. Op dat moment was het de beste informatie over Midden-Afrika. Het volgende jaar publiceerde Cameron zijn reisverslag Across Africa, met het voorstel om de Grote Meren te gebruiken voor de weg van Kaapstad naar Caïro.
In 1878-1879 ging hij naar Perzië en in 1882 vergezelde hij Richard Francis Burton naar West-Afrika.
Hij stierf op jacht door een val van een paard bij Leighton Buzzard.

## Publicaties
- Across Africa (1877)
- Our Future Highway to India, 2 dln. (1880)
- To The Gold Coast for Gold. A Personal Narrative, 2 dln. (1883) (met Richard Francis Burton)
- The Cruise of the "Black Prince" Privateer (1886)
- In Savage Africa (1887)
- Among The Turks (1890)
- The Log of a Jack Tar, or James Choyce, Master Mariner (1891)

## Voetnoten
1. ↑  Steven Press, Rogue Empires. Contracts and Conmen in Europe's Scramble for Africa, 2017, p. 91-92
2. ↑  Johan Op de Beeck, Leopold II. Het hele verhaal, 2020, p. 187-189

- Bibsys: 90349514
- Biblioteca Nacional de España: XX1222566
- Bibliothèque nationale de France: cb12327456s (data)
- CiNii: DA10250900
- Gemeinsame Normdatei: 117669342
- International Standard Name Identifier: 0000 0001 0861 2368
- Library of Congress Control Number: nr90001797
- Nationale Bibliotheek van Tsjechië: xx0309237
- Nationale bibliotheek van Australië: 35025094
- Nationale Bibliotheek van Israël: 987007291794305171
- Nationale Bibliotheek van Polen: a0000001265448
- Nederlandse Thesaurus van Auteursnamen: 074138421
- SNAC: w6c54j5b
- Système universitaire de documentation: 067053971
- Trove: 798850
- Virtual International Authority File: 80787
- WorldCat: E39PBJj8WJkpKg47cKgXfPT4MP